# Sławomir Szmal
Sławomir Szmal  (Strzelce Opolskie, Poljska, 2. listopada 1978.) je bivši poljski rukometni vratar i nacionalni reprezentativac.
S poljskom rukometnom reprezentacijom je igrao u finalu Svjetskog prvenstva 2007. protiv domaćina Njemačke, dok je na Svjetskom prvenstvu 2009. u Hrvatskoj s reprezentacijom Poljske osvojio broncu u utakmici protiv Danske.
Zbog osvojenog svjetskog srebra 2007., Szmal je s ostalim poljskim reprezentativcima nagrađen Zlatnim križem za zasluge koje im je dodijelio pokojni poljski predsjednik Lech Kaczyński. Također, u svibnju 2009. na temelju ankete koju je proveo IHF, Slawomir Szmal je proglašen najboljim rukometašem svijeta, ispred Igora Vorija i Nikole Karabatića. Na Europskom prvenstvu 2010. u Austriji igrač je proglašen najboljim vratarem turnira.

## Karijera

### Klupska karijera
Slawomir Szmal je profesionalnu karijeru započeo 1995. nastupajući za ASPR Zawadzkie. Od poljskih klubova, igrao je još za Hutnik Kraków, KS Warszawianka i Wisła Płock prije nego što je 2003. godine otišao u njemačku Bundesligu, potpisavši za TuS Nettelstedt-Lübbecke.
Iako Szmal od 2005. nastupa za Rhein-Neckar Löwen, igrač je 12. travnja 2010. potpisao četverogodišnji ugovor s poljskim klubom Vive Targi Kielce, koji će stupiti na snagu 1. srpnja 2011. godine. Pregovori za prelazak igrača u Poljsku tekli su i početkom sezone 2010./11. a na njima se Szmal pojavio u Kielceovom dresu, međutim pregovori su propali zbog velike financijske odštete koju je Löwen zahtijevao.

### Reprezentativna karijera
Slawomir Szmal je za poljsku reprezentaciju debitirao 19. kolovoza 1998. na utakmici protiv Litve koju je Poljska dobila rezultatom 31:20. Na Svjetskom prvenstvu održanom u Njemačkoj 2007. godine, Szmal je bio prvi vratar reprezentacije. U četvrtfinalnoj utakmici protiv Rusije obranio je čak četiri sedmeraca, a u konačnici je s Poljskom stigao do finala u kojem je poražen od domaćina turnira. Zbog tog uspjeha, poljski predsjednik Lech Kaczyński je sve reprezentativce nagradio Zlatnim križem za zasluge.
Szmal je branio za poljsku reprezentaciju i na dva prvenstva u 2008. godini: Europskom prvenstvu u Norveškoj (7. mjesto) i Olimpijskim igrama u Pekingu (5. mjesto).
Na Svjetskom prvenstvu u Hrvatskoj 2009. godine, Szmal je bio jedan od glavnih igrača reprezentacije koja je u borbi za treće mjesto osvojila brončanu medalju, pobijedivši Dansku. Iste godine, Szmal je proglašen najboljim rukometašem na svijetu.
Također, igrač je bio proglašen i najboljim vratarom Europskog prvenstva 2010. u Austriji.

## Privatni život
Slawomir Szmal je oženjen te sa suprugom ima sina Filipa.

## Osvojeni trofeji

### Klupski trofeji
| Poljska            | Poljska            | Poljska         |
| Klub               | Natjecanje         | Sezona (godina) |
| ------------------ | ------------------ | --------------- |
| KS Warszawianka    | Poljsko prvenstvo  | 2002.           |
| Wisła Płock        | Poljsko prvenstvo  | 2003.           |
| KS Warszawianka    | Poljski kup        | 2002.           |
| Njemačka           |                    |                 |
| Rhein-Neckar Löwen | Njemačko prvenstvo | 2009.           |
| Rhein-Neckar Löwen | Njemački kup       | 2006.           |
| Rhein-Neckar Löwen | Njemački kup       | 2007.           |

### Reprezentativni trofeji
| Poljska                        | Poljska | Poljska |
| Natjecanje                     | Godina  | Trofej  |
| ------------------------------ | ------- | ------- |
| Svjetsko prvenstvo u Njemačkoj | 2007.   | Srebro  |
| Svjetsko prvenstvo u Hrvatskoj | 2009.   | Bronca  |
| Svjetsko prvenstvo u Katru     | 2015.   | Bronca  |

### Individualna priznanja
| Poljska                             | Poljska |
| Priznanje                           | Godina  |
| ----------------------------------- | ------- |
| Zlatni križ za zasluge              | 2007.   |
| IHF-ov igrač godine                 | 2009.   |
| Najbolji vratar Europskog prvenstva | 2010.   |
| Viteški križ Polonia Restituta      | 2015.   |

## Vanjske poveznice
- Profil igrača na web stranici Rhein-Neckar Löwena  Arhivirana inačica izvorne stranice od 30. prosinca 2010. (Wayback Machine)
- Web stranica Slawomira Szmala  Arhivirana inačica izvorne stranice od 25. veljače 2009. (Wayback Machine)